# Magnencjusz
Magnencjusz, Flavius Magnus Magnentius (ur. 303, zm. 11 sierpnia 353) – cesarz rzymski (uzurpator) od 18 stycznia 350 do 11 sierpnia 353.
Jego ojciec był Brytem, a matka Frankijką. Jego żoną była Justyna, późniejsza żona Walentyniana I. Był komesem w dwóch legionach – Joviani i Herculiani. Ledwo uniknął zamordowania przez żołnierzy z inspiracji cesarza Konstansa. Wywołał bunt legionów. Kiedy cesarz Konstans dowiedział się o buncie, uciekł do miasta Helena w Pirenejach. Jednak ludzie Magnecjusza doprowadzili do jego śmierci w styczniu 350 roku. Uzyskując pełnię władzy na zachodzie Magnencjusz obwołał się cesarzem rzymskim w 350 roku. Brat Konstansa, Konstancjusz II, panujący na wschodzie Imperium, zastanawiał się, czy walczyć z Persami, czy z buntem Magnencjusza. Siostra Konstancjusza zaproponowała, by cesarzem ogłosić również Wetraniona – stało się tak 1 marca 350 roku. Rozmowy między Wetranionem i Konstancjuszem nie przebiegały prawidłowo. Wojska ich spotkały się 25 grudnia 350 roku. Konstancjusz przekonał legiony i samego Wetraniona, by uznali go za prawowitego i jedynego cesarza.
Do 3 lipca 353 roku Konstancjusz pozostawał w Mediolanum, później pomaszerował na Galię. Stoczył bitwę z wojskami Magnencjusza. Magnencjusz przegrał i uciekł do Lugdunum, gdzie jego żołnierze chcieli go poddać prawowitemu cesarzowi. Widząc ich zamiary, Magnencjusz zabił (lub usiłował zabić) swoją matkę i wszystkich krewnych, po czym popełnił samobójstwo 10 lub 11 sierpnia 353 roku.